# Duke Pearson
Columbus Calvin Jr. „Duke“ Pearson (* 17. August 1932 in Atlanta, Georgia; † 4. August 1980 ebenda) war ein US-amerikanischer Jazz-Pianist, -Produzent und -Komponist.

## Werdegang
Duke Pearson beherrschte fünfjährig das Klavierspiel, spielte außerdem Mellophon, Tenorhorn und Trompete mit zwölf. Zunächst spielte er 1953–54 als Trompeter in der US-Army (u. a. mit Wynton Kelly und Phineas Newborn), 1954–57 Klavier in lokalen Orchestern. Pearson hatte ein eigenes Trio und spielte im Quintett von Louis Smith 1957–58. Anfang 1959 kam Pearson nach New York City und spielte ab Ende 1959 mit Donald Byrd. In dieser Zeit entstand auch seine erste Solo-LP Profile. Für Byrd schrieb er u. a. die Stücke Noah, March Children, Christo Redentor und Chant. 1960 spielte er mit Art Farmer und Benny Golson in deren Jazztet und ging 1961 mit Nancy Wilson auf Tournee.
Nachdem er mit Fred Norsworthy und Dave Bailey das kurzlebige Label Jazztime Records initiiert hatte, auf dem seine Alben Reaching Out und Hush mit Donald Byrd und Johnny Coles erschienen waren, war er von 1963 bis 1970 auch Produzent und musikalischer Direktor des Plattenlabels Blue Note als Nachfolger des verstorbenen Ike Quebec. Bei Blue Note war er an den Einspielungen der Platten von Hank Mobley, Dakota Staton, Lee Morgan, Stanley Turrentine, Bobby Hutcherson, Grant Green und Flora Purim auch als Pianist oder Komponist beteiligt. Selbst nahm er bei Blue Note das Album Sweet Honey Bee auf, an dem u. a. Freddie Hubbard, James Spaulding, Joe Henderson, Ron Carter und Mickey Roker mitwirkten. 1967 bekam er die Gelegenheit, für Blue Note ein Big-Band-Album mit Randy Brecker, Jimmy Cleveland, Julian Priester, Garnett Brown, Pepper Adams und Jerry Dodgion aufzunehmen.
1971 kehrte Pearson nach Atlanta zurück, wo er als Lehrer am Clark College arbeitete und später die Ehrendoktorwürde erhielt. Eine Erkrankung an Multipler Sklerose beendete seine musikalischen Aktivitäten.

## Diskografie (Auswahl)

### Bandleader
- 1959: Profile und Tender Feelin’s (Blue Note Records)
- 1961: Bags’ Groove (Black Lion Records)
- 1962: Hush! (Jazzline)
- 1964: Wahoo! (Blue Note)
- 1965: Honeybuns (Atlantic Records) und Sweet Honey Bee (Blue Note)
- 1967: The Right Touch und Introducing Duke Pearson’s Big Band (Blue Note)
- 1968: Now Hear This (Blue Note)
- 1969: Merry Ole Soul (Blue Note)
- 1970: I Don’t Care Who Knows It und How Insensitive (mit Flora Purim)[1] (Blue Note)[2]

### Begleitmusiker, Arrangeur
- Grant Green: Idle Moments (Blue Note, 1963)
- Stanley Turrentine: The Spoiler (Blue Note, 1966)
- Donald Byrd: Electric Byrd (Blue Note, 1970)
- Joe Henderson: The Blue Note Years 1963–1990 (Blue Note, 1993)